# Théorème de Battle-Harary-Kodama
Le théorème de Battle-Harary-Kodama est un théorème mathématique de la théorie topologique des graphes et qui doit son intitulé à une publication des mathématiciens Joseph Battle, Frank Harary et Yukihiro Kodama de l’année 1962. Le théorème est une réponse à une question sur la planarité de certains graphes simples et de leur graphe complémentaire et résout une conjecture de John L. Selfridge. Une démonstration plus simple a été donnée un peu plus tard, en 1963, par William Tutte.

## Énoncé
L'énoncé est le suivant :
Théorème — Si un graphe simple planaire {\displaystyle G=(V,E)} a au moins 9 sommets, alors son graphe complémentaire {\displaystyle {\overline {G}}=(V,{\overline {E}})} n'est pas planaire ; de plus, le nombre 9 est le plus petit entier naturel avec cette propriété.

## Énoncé voisin
Un énoncé voisin, donné par Dennis P. Geller, traite la question de la « planarité extérieure » : un graphe est planaire extérieur s'il admet une représentation plane dans laquelle les sommets se trouvent tous sur le bord de la face extérieure. Le théorème de Geller s'énonce comme suit :
Théorème — Si un graphe simple {\displaystyle G} est planaire extérieur et a au moins 7 sommets, alors son graphe complémentaire {\displaystyle {\overline {G}}} n'est pas planaire extérieur; de plus, le nombre 7 est le plus petit entier naturel avec cette propriété.